# PinePhone Pro
Le PinePhone Pro est un smartphone développé par le fabricant d'ordinateurs Pine64 basé à Hong Kong. Le téléphone est le successeur du PinePhone sorti en 2020. Le système d'exploitation par défaut est Sailfish OS (anciennement Manjaro ARM, avec Plasma Mobile comme interface utilisateur). L'appareil est une plate-forme de développement avec des spécifications matérielles ouvertes mais avec un logiciel inachevé. Le groupe cible de l'appareil est constitué des développeurs de logiciels libres et open source qui développeront le logiciel,. L'appareil a été expédié pour la première fois aux développeurs en décembre 2021, et en février 2022, les appareils ont été mis à la disposition des consommateurs.